# John Weibull
John Gustaf Edvard Weibull, född 1 november 1881 i Landskrona, död där 2 januari 1957, var en svensk företagare.
John Weibull var son till Walfrid Weibull och Augusta Elisabeth Frost. Han var elev vid läroverket i Landskrona 1891–1896 och kontorist vid AB Lars Frosts läderfabrik där 1896–1901. Weibull fick anställning hos firman Robert Dille i Hamburg, ett engrosföretag i garvämnen och garvextrakter, blev 1905 prokurist och 1909 delägare i firman och var från 1914 firmans innehavare. Efter att 1914 ha återkommit till Sverige inträdde han i familjeföretaget W. Weibull i Landskrona, där han sedan dess var delägare och styrelseledamot. Weibull började 1915 vid Weibullsholm en garvämnestillverkning, som 1921 fick bolagsform, Garvämnes AB Weibull, där han sedan stannade kvar som VD. Under hans ledning utvecklades företaget kraftig, och var på 1950-talet den största och modernaste garvextraktfabriken i norra Europa. Tidigare drev Weibull garvextraktfabriker i Tyskland och Polen. Weibull hade ett stort idrottsintresse och främjade bland annat den svenska roddsportens utveckling.